# SM Tb 50E
SM Tb 50E – austro-węgierski torpedowiec z początku XX wieku i okresu I wojny światowej, pierwsza jednostka typu Kaiman. Do 1913 roku nosił nazwę Kaiman, następnie oznaczenie 50E, a od roku 1917 sam numer 50 (skrót SM Tb oznaczał Seiner Majestät Torpedoboot – torpedowiec Jego Cesarskiej Mości).

## Historia
„Kaiman” był prototypem licznej serii austro-węgierskich torpedowców swojego typu, jedynym z nich zbudowanym w stoczni brytyjskiej. 
Stępkę pod budowę okrętu położono w październiku 1904 roku, okręt wodowano 3 czerwca 1905 roku i ukończono 14 września tego roku. Od 1 stycznia 1914 roku nazwę zastąpiono przez alfanumeryczne oznaczenie 50E (litera E - England oznaczała, że okręt zbudowano w Anglii). Rozkazem z 21 maja 1917 roku z oznaczeń torpedowców usunięto ostatnią literę i do końca wojny nosił on tylko numer 50. 
Okręt brał udział w I wojnie światowej. Pełnił m.in. służbę patrolową i konwojową na wodach Austro-Węgier. 20 lipca 1915 roku u wybrzeży Chorwacji na wysokości latarni Porer był atakowany przez nieprzyjacielski okręt podwodny, lecz wystrzelona do niego torpeda zawiodła i zatonęła. Ponownie był niecelnie atakowany przez okręty podwodne 16 lutego i 7 sierpnia 1916 roku, kiedy to wymanewrował trzy torpedy (jego dowódcą był w tym czasie kpt. Julius Hild von Galanta). 
Po wojnie okręt w ramach podziału floty Austro-Węgier przekazano Wielkiej Brytanii, która sprzedała go w 1920 roku włoskiej stoczni złomowej.

## Opis
Okręt posiadał dwa kotły parowe typu Yarrow i jedną pionową czterocylindrową maszynę parową potrójnego rozprężania. Okręt uzbrojony był w cztery armaty kalibru 47 mm L/33 (po dwie na każdej z burt) oraz trzy wyrzutnie torped kalibru 450 mm. W 1915 roku uzbrojenie wzmocniono pojedynczym karabinem maszynowym Schwarzlose 8 mm.